# Byrsonima concinna
Byrsonima concinna är en tvåhjärtbladig växtart som beskrevs av George Bentham. Byrsonima concinna ingår i släktet Byrsonima och familjen Malpighiaceae. Inga underarter finns listade i Catalogue of Life.